# سینچتس
سینچتس (به بلغاری: Sinchets) روستایی در بلغارستان است که در شهرستان آردینو واقع شده‌است. سینچتس ۸٫۶۰۲ کیلومتر مربع مساحت و ۷۰ نفر جمعیت دارد و ۷۷۰ متر بالاتر از سطح دریا واقع شده‌است.